# Victoria and Albert Museum
Das Victoria and Albert Museum (oftmals abgekürzt V&A), im Jahr 1852 unter der Bezeichnung South Kensington Museum gegründet, steht an der Cromwell Road in Kensington, West London. Es wurde 1852 eröffnet und beherbergt mittlerweile die größte Sammlung von Kunstgewerbe und Design der Welt.

## Geschichte

### 1851 bis 1900
Das Museum nahm als eine Sammlung von Gipsabgüssen, Gravuren und ein paar Exponaten der Weltausstellung 1851 seinen Anfang. Zusammen mit dem Kunstmäzen Henry Cole schuf Prinz Albert, der Gemahl Queen Victorias, dann ein Konzept für ein Museum, das die „Anwendung der Kunst im Handwerk“ zeigen sollte – als Vorbild für die britische Bevölkerung. Cole, dem ersten Direktor, schwebte ein Museum zu Design und Kunsthandwerk in einem kommerziellen Kontext vor, nicht Kunsthandwerk um des Kunsthandwerks willen. Diese Philosophie wird bis heute vertreten. Das bescheidene Museum mit den hochfliegenden Ideen war zuerst in ein paar Holzhütten untergebracht, dann in den sogenannten Brompton Boilers. Es wurde schnell größer. Studienobjekte für die Studenten wurden zusammengetragen, Schenkungen trafen ein: britische Malerei von John Sheepshanks, die Sammlung Bandinel mit Porzellan und Keramik und die Sammlung Gherardini mit Modellen und Skulpturen. Mehrere Räume wurden Stück für Stück angebaut, so dass der zentrale viereckige Hof samt Osthöfen entstand; die Galerien von Aston Webb wurden von 1899 bis 1909 an der Vorderfront ergänzt. Dennoch mussten später ganze Abteilungen ausziehen, um als Zweigstellen des Victoria & Albert Museum oder unabhängige Museen anderswo zu eröffnen: das Science Museum etwa, das Bethnal Green Museum of Childhood und das Theatre Museum.

### 1901 bis 2000
Im 20. Jahrhundert expandierte das Museum dann in den angrenzenden Henry Cole-Flügel. Geplant war zunächst ein aufsehenerregender neuer Flügel, The Spiral, nach Entwürfen von Daniel Libeskind. Der Neubau wurde in der Öffentlichkeit kontrovers diskutiert, vor allem, weil Kritiker meinten, er füge sich nur unzureichend in den historischen Baukomplex ein. Für Unverständnis sorgten auch die veranschlagten immensen Baukosten in Höhe von 70 Mio. Pfund, die größtenteils aus Mitteln der Staatlichen Lotterie (Heritage Lottery Fund) bestritten werden sollten. Dennoch begannen 2001 die Bauvorbereitungen. 2004 stellte sich heraus, dass die Lotterie die erwarteten Gelder anderweitig zu verwenden gedachte. Da die Museumsleitung keine Möglichkeit sah, die Baukosten aus eigener Kraft aufzubringen, beschloss sie, das Projekt aufzugeben.
Dagegen war es nun nötig, die vorhandenen Ausstellungsflächen und Raumkonzepte zu optimieren.

### Seit 2001
2011 erhielt das Architekturbüro AL A von Amanda Levete den Auftrag, einen neuen Eingangsbereich des Museums zu planen und auszuführen. Der Neubau war 2017 fertiggestellt. Eine Sichtmauer um eine Heizkesselanlage wurde abgetragen und die dahinter befindlichen Kolonnaden sichtbar gemacht. Der Hof wurde neugestaltet, unter anderem mit handgefertigten Porzellan-Fliesen. Die Blavatnik Hall, benannt nach dem Sponsor Leonard Blavatnik, bildet eine Eingangshalle und auf dem Hof entstand ein über Eck geführter Pavillon, in dem unter anderem ein Café und der Museumsshop untergebracht sind. Der Haupteingang wurde damit von der Cromwell Road an die Exhibition Road verlegt und ein repräsentativer Vorplatz entstand der Sackler Courtyard.
Im September 2018 eröffnete im schottischen Dundee das V&A Dundee, eine nach dem Entwurf des japanischen Architekten Kengo Kuma gebaute Außenstelle. 2024 betrug die Besucherzahl dort etwa 359.000 Personen.

## Besucherentwicklung (Auswahl)
2019 wurde das Victoria and Albert Museum von rund 3,99 Millionen Personen besucht. 2023 betrug die Besucherzahl etwa  3,53 Millionen Menschen.
Im Verlauf der COVID-19-Pandemie war das V&A Museum bis zur Wiedereröffnung im August 2020 rund fünf Monate geschlossen.

## Direktoren (Auswahl)
- bis 1904: Purdon Clarke
- 1905–1908: Arthur Skinner[7]
- 2011–2016: Martin Roth
- 2017-heute: Tristram Hunt, Labour-Abgeordneter, promovierter Historiker und Journalist; Amtsantritt 20. Februar 2017[8]

## Sammlungen

### Überblick
Das Museum besitzt eine Unmenge Kunstgegenstände aus vielen Ländern und Erdteilen. Die Kunst umfasst Skulpturen, Glas, Schmuck, Kirchengegenstände, Waffen, Kleidung (wie Doc-Martens-Stiefel), Musikinstrumente, Metallarbeiten, Glasmalerei, Keramik, Möbel, Architekturmodelle, Fotografien und Malerei (wie Gemälde von John Constable) und vieles mehr.

### Besondere Stücke (Auswahl)
Das V&A beherbergt auch die nationale Skulpturensammlung mit Gian Lorenzo Berninis Neptun und Tritonbrunnen sowie Antonio Canovas Drei Grazien. Das Museum besitzt überdies einen Teil des ältesten erhaltenen Teppichs der Welt: der größere und gut erhaltene Perserteppich des Ardabil-Teppich-Paares. Der Tristan-Quilt aus dem späten 14. Jahrhundert gilt als eines der drei frühesten erhaltenen Beispiele von dekorativen Quilts in Europa. Zu den erwähnenswerten Kuriosa gehören das Große Bett von Ware sowie Tipus Tiger.

### Abgusshöfe
Einer der eindrucksvollsten Teile des Museums sind die Abgusshöfe, die aus zwei großen zweistöckigen Räumen bestehen. In ihnen stehen hunderte Gipsabgüsse von Skulpturen, Friesen und Grabmälern. Der eine Saal wird von einer originalgroßen Nachbildung der Trajanssäule dominiert, die in zwei Teilen gezeigt wird. Der andere zeigt Nachbildungen verschiedener Werke der italienischen Renaissance einschließlich des David von Michelangelo. Frühere Interpretationen der biblischen Figur David von Donatello und Verrocchio sind ebenfalls ausgestellt.

## Angeschlossene Sammlungen
Das Museum verwaltet auch das Museum of Childhood in Bethnal Green. Früher wurde auch Apsley House vom Museum betreut.
Das eigene Theatre Museum in Covent Garden wurde aufgelöst; die Theatersammlung ist seither im Stammhaus ausgestellt.

## Umgebung und Verkehrsanbindung
In der Nähe des Museums befinden sich das Natural History Museum und das Science Museum. Die nächstgelegene Station der London Underground ist South Kensington, die durch einen Fußgängertunnel direkt mit dem Kellergeschoss des Museums verbunden ist.

## Galerie

Architektur und ausgewählte Exponate
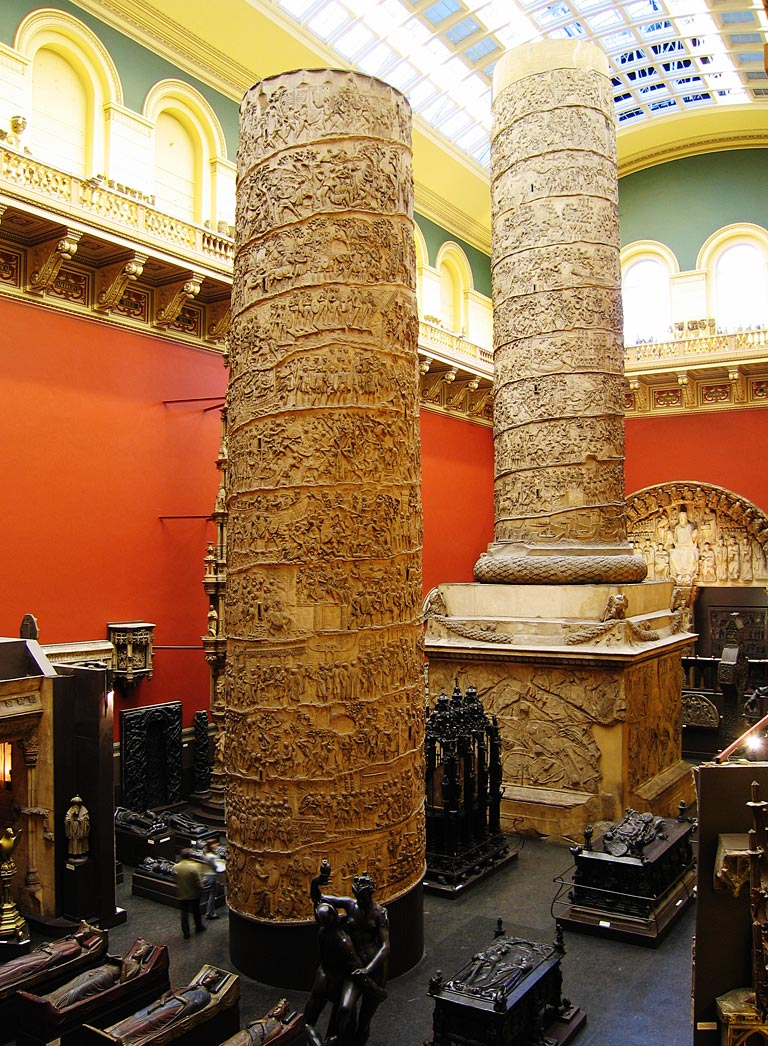
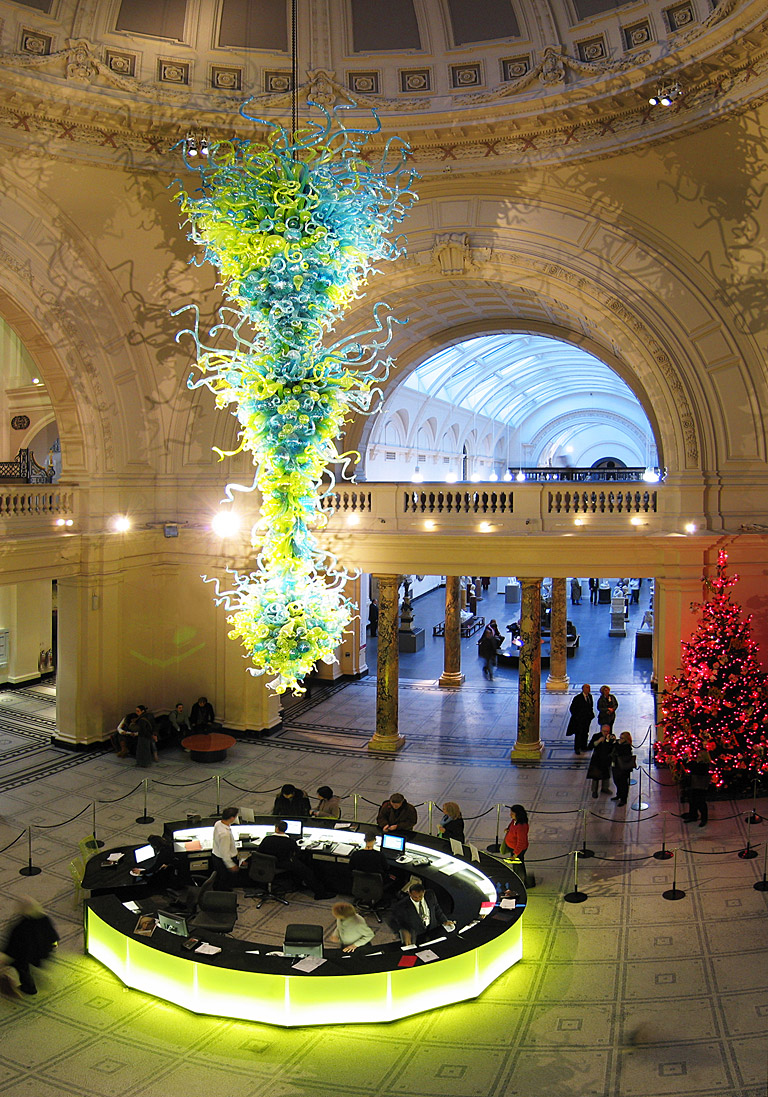
Rotunde
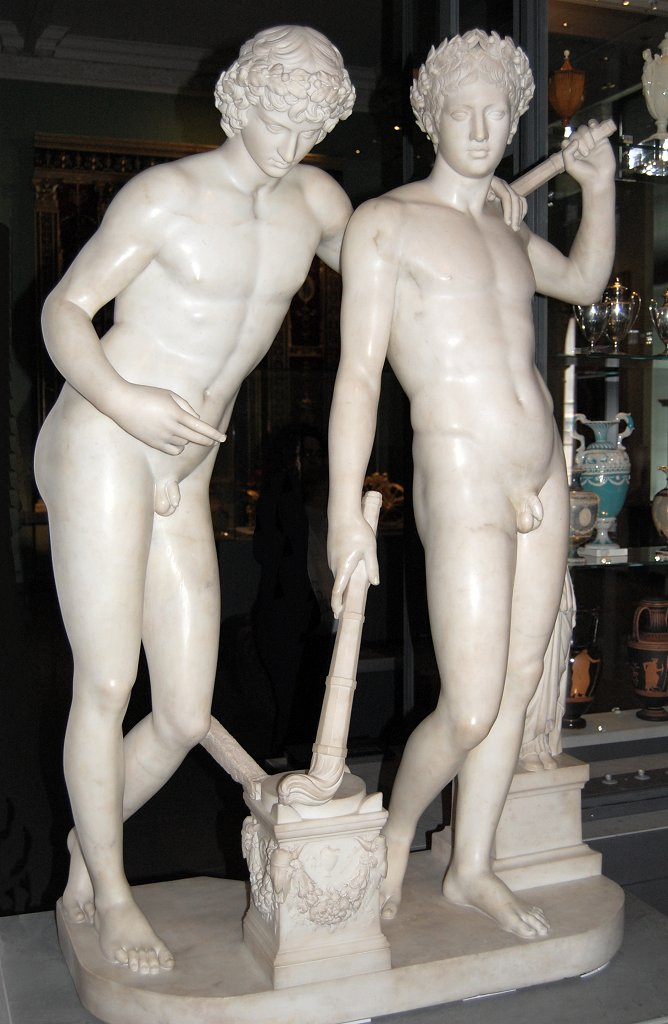
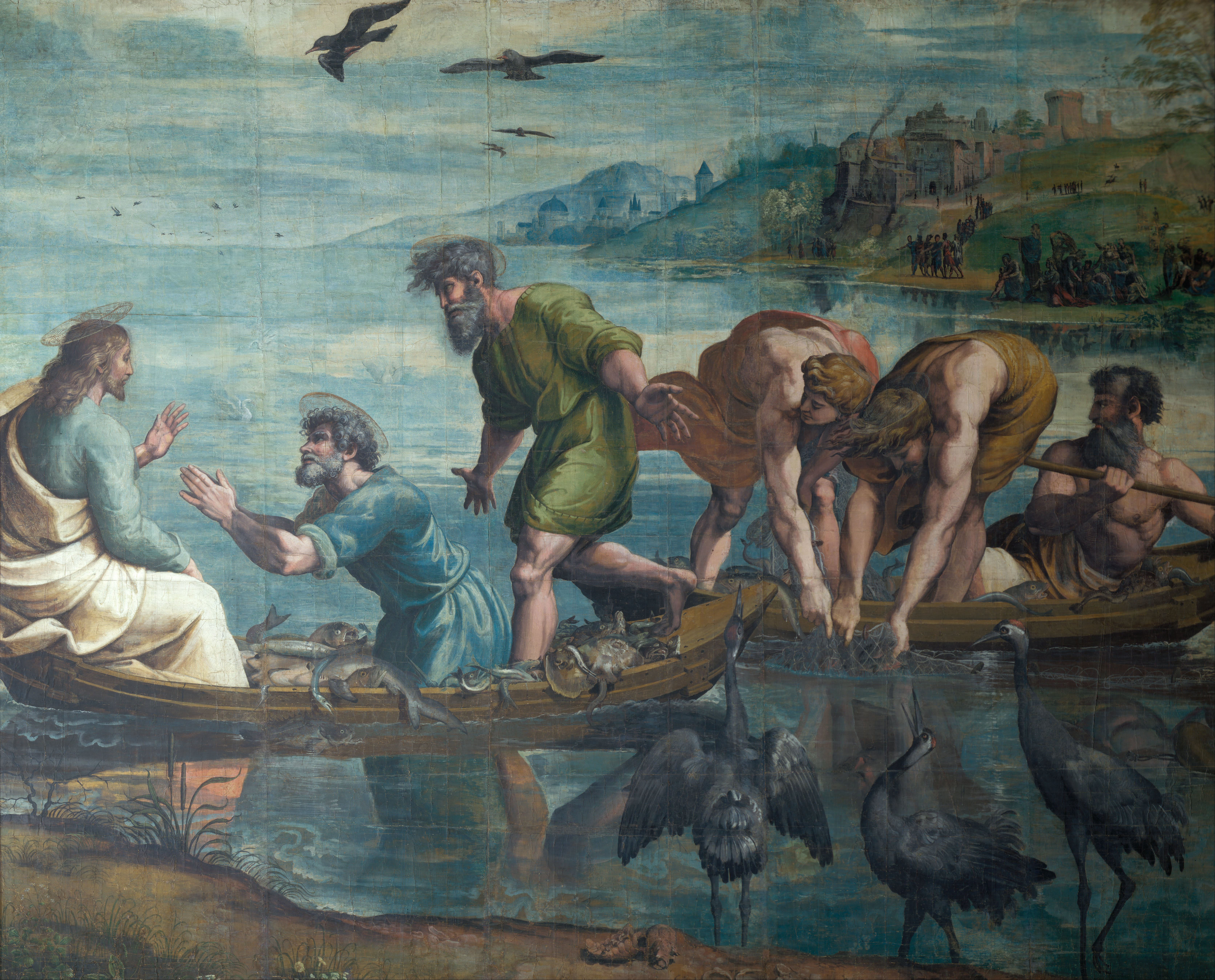
Bild von Raffael: Fischzug
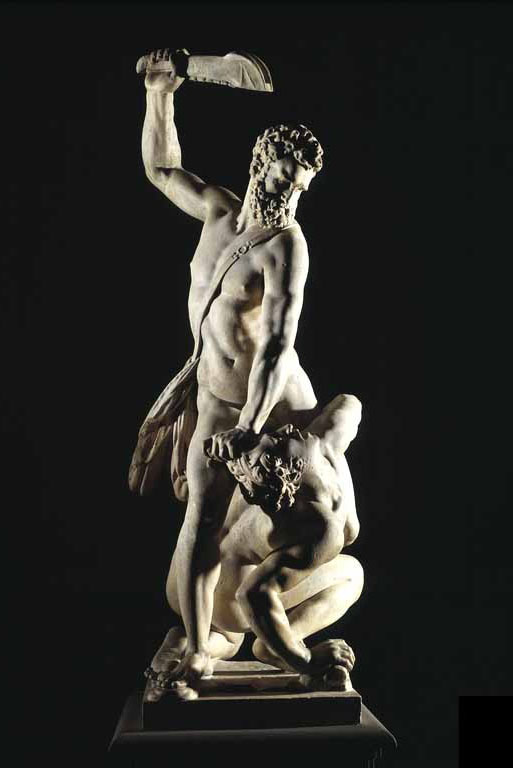
Samson tötet einen Philister
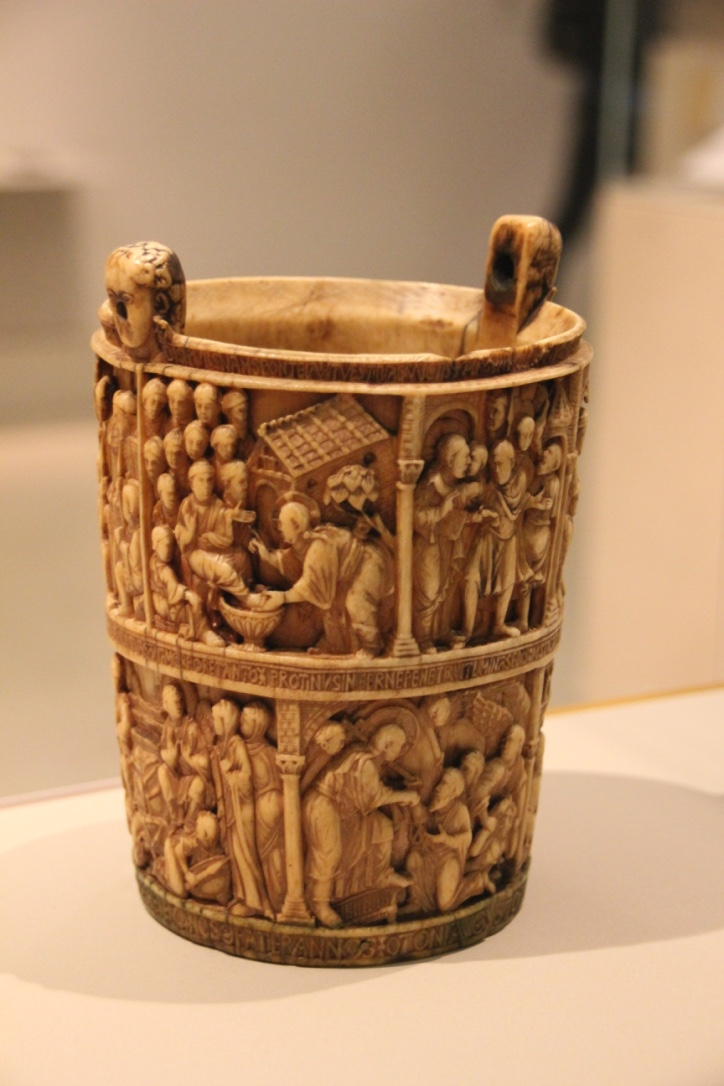
Gefäß
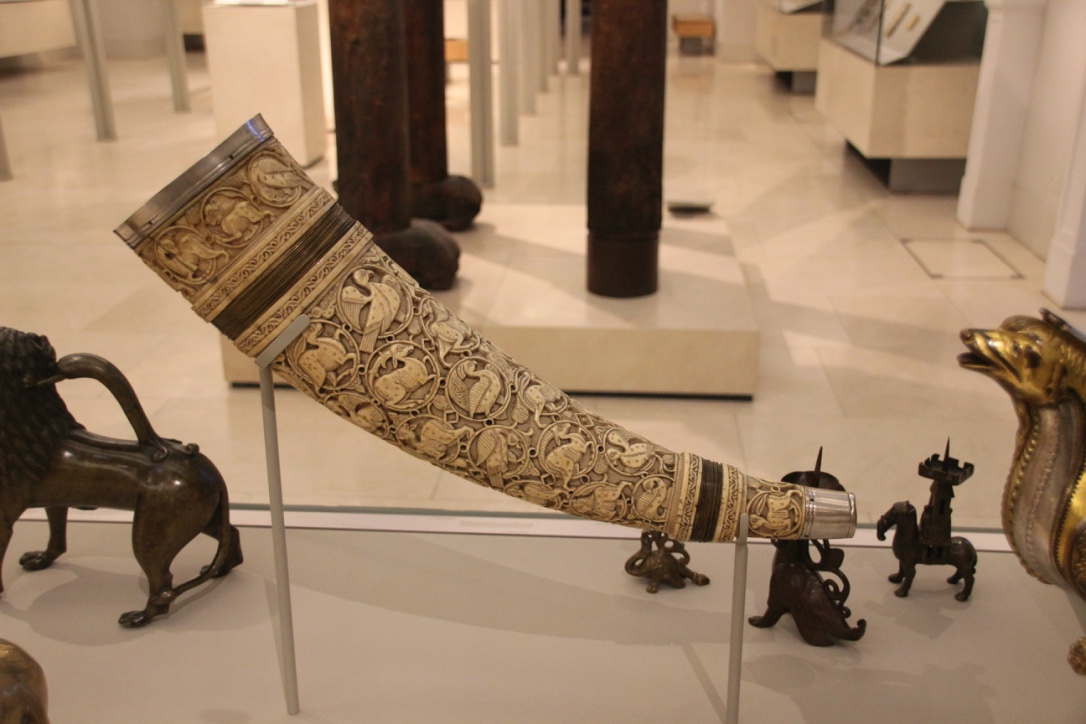
Horn
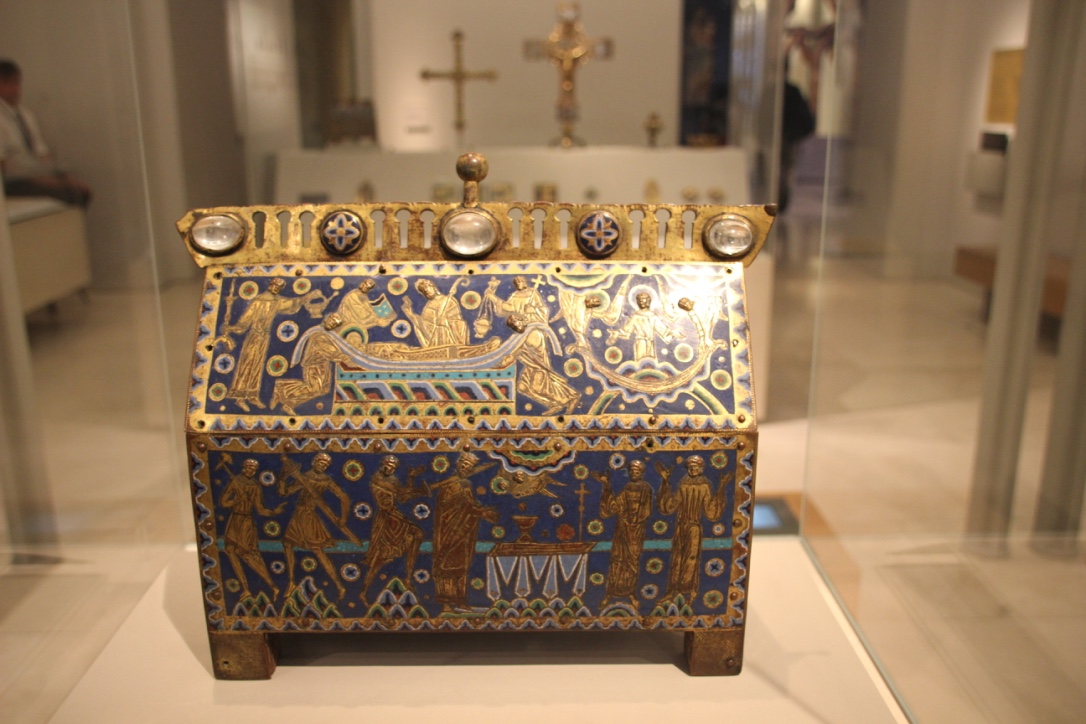
Truhe
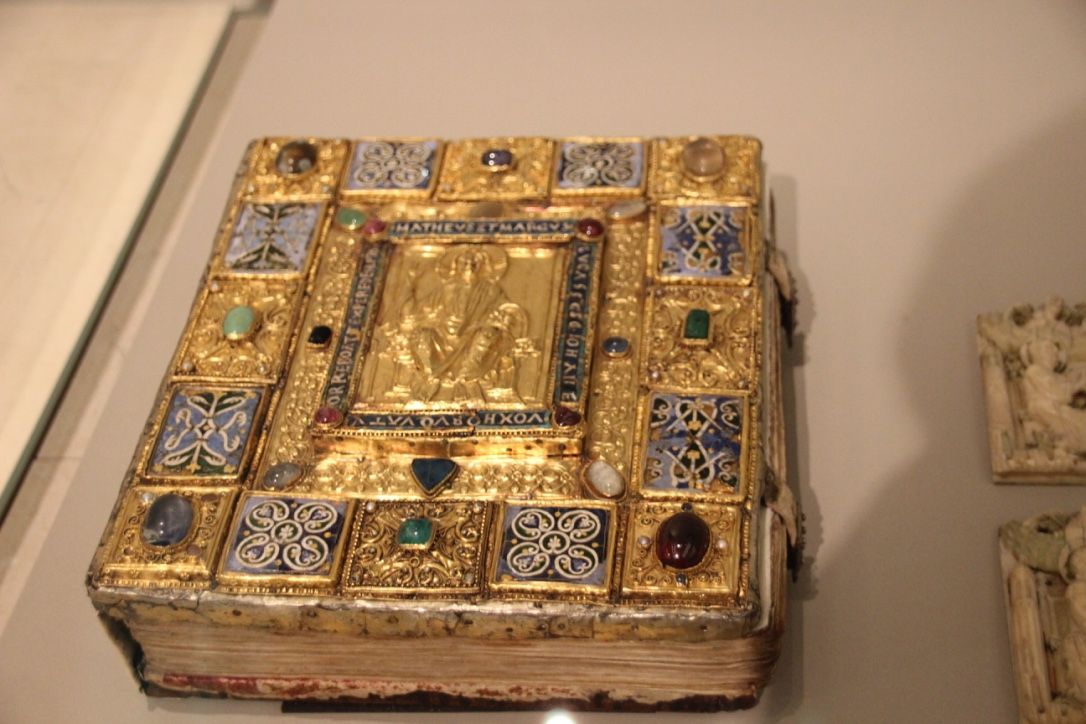
Bibel
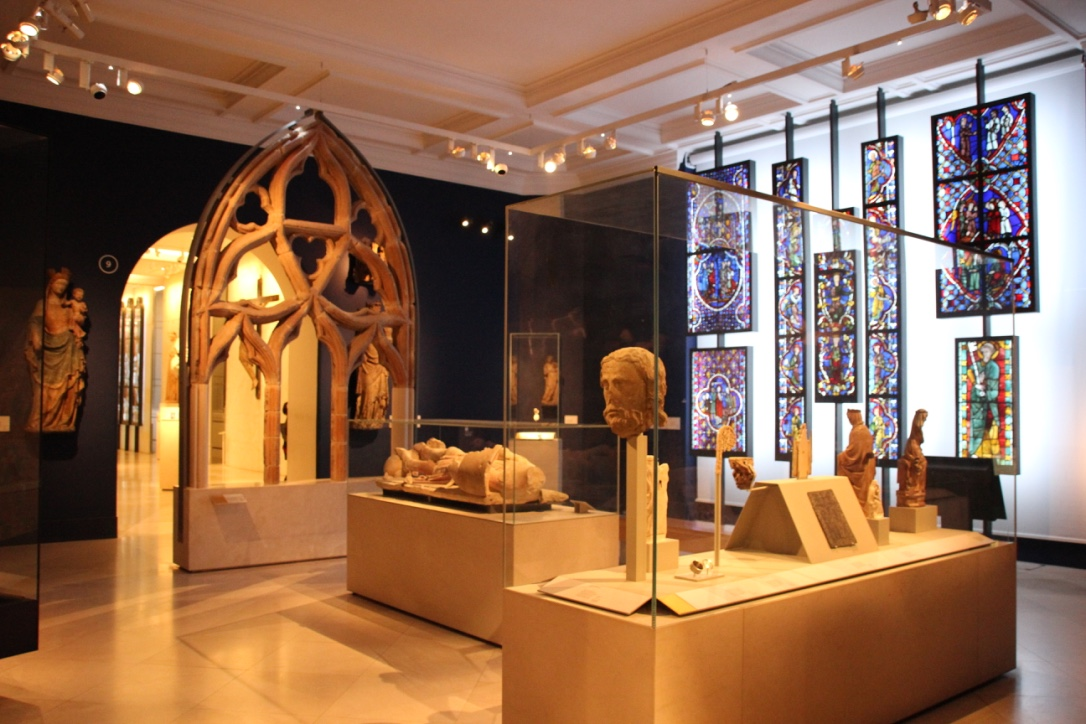
Gotisches Zimmer
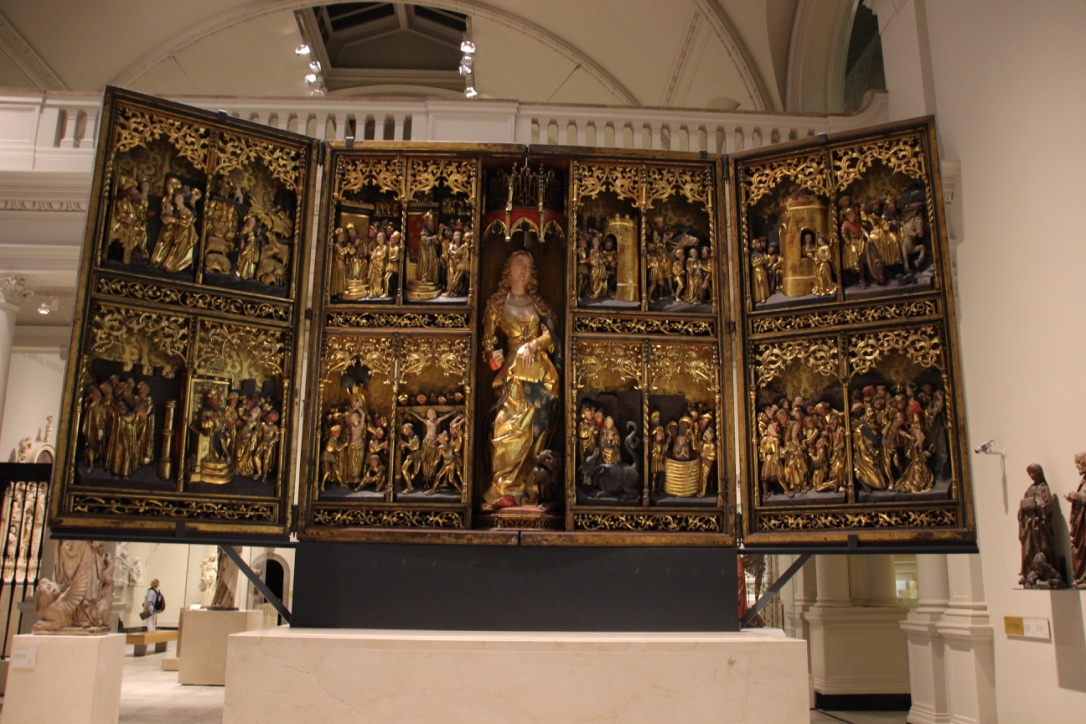
Flügelaltar
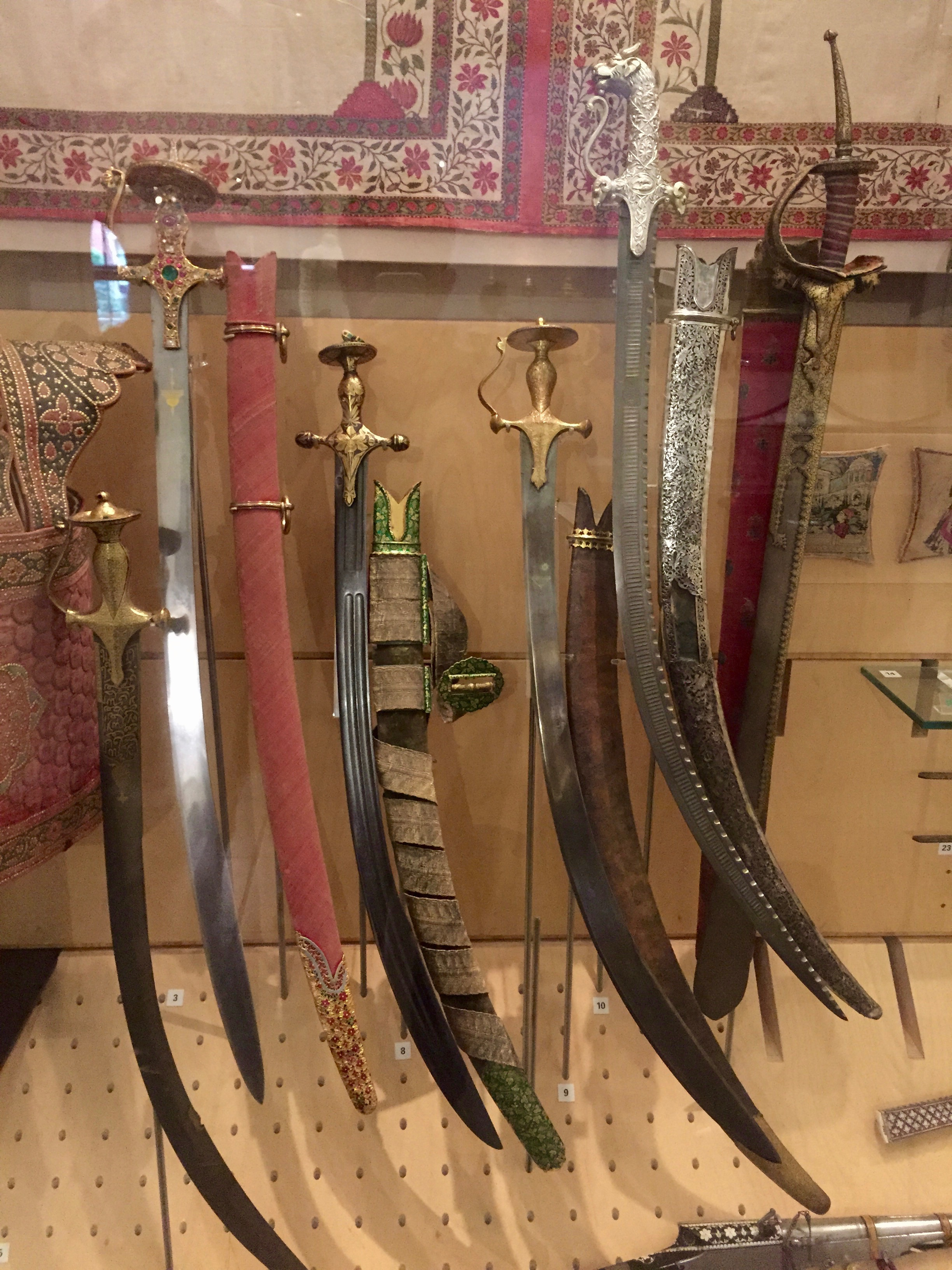
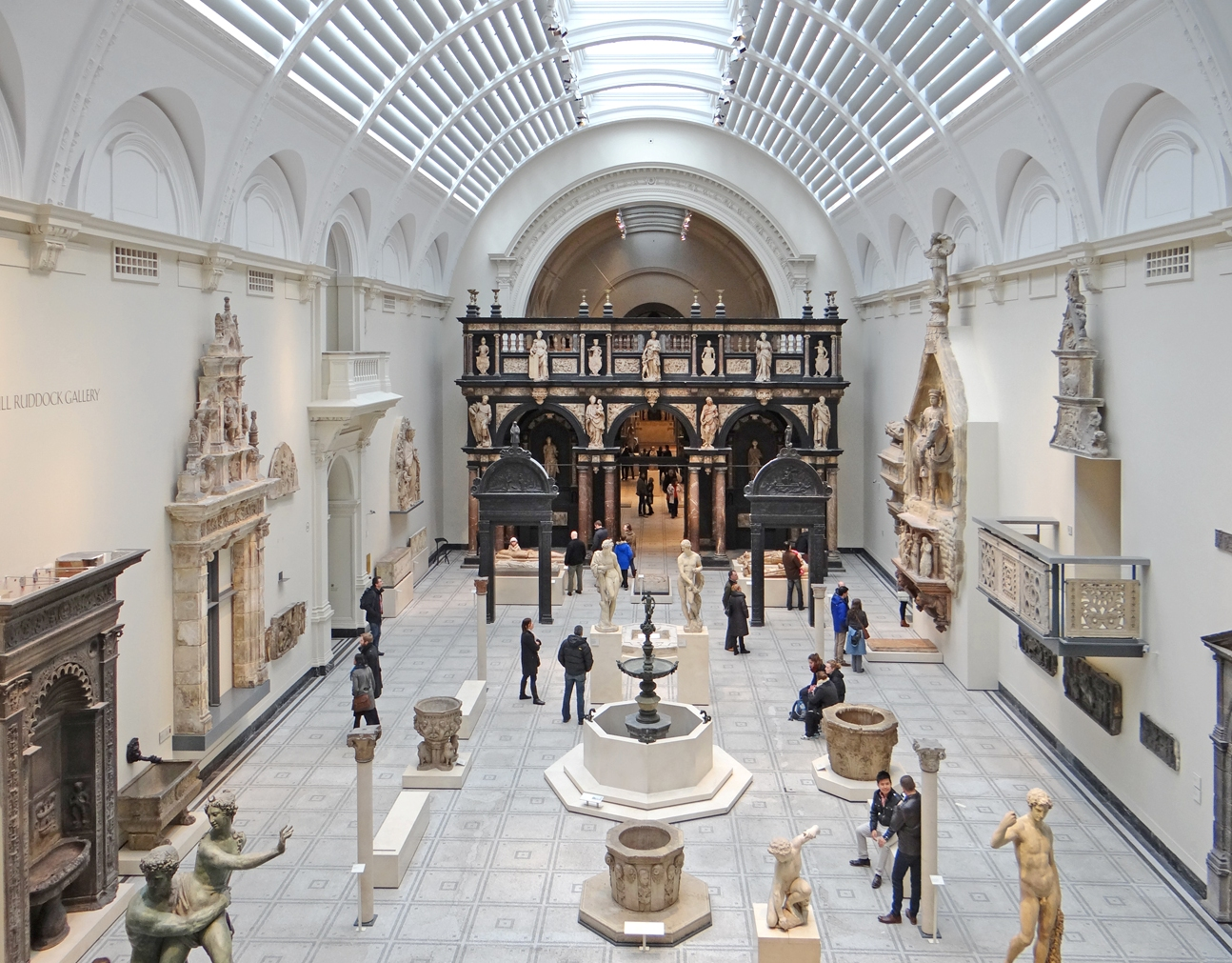
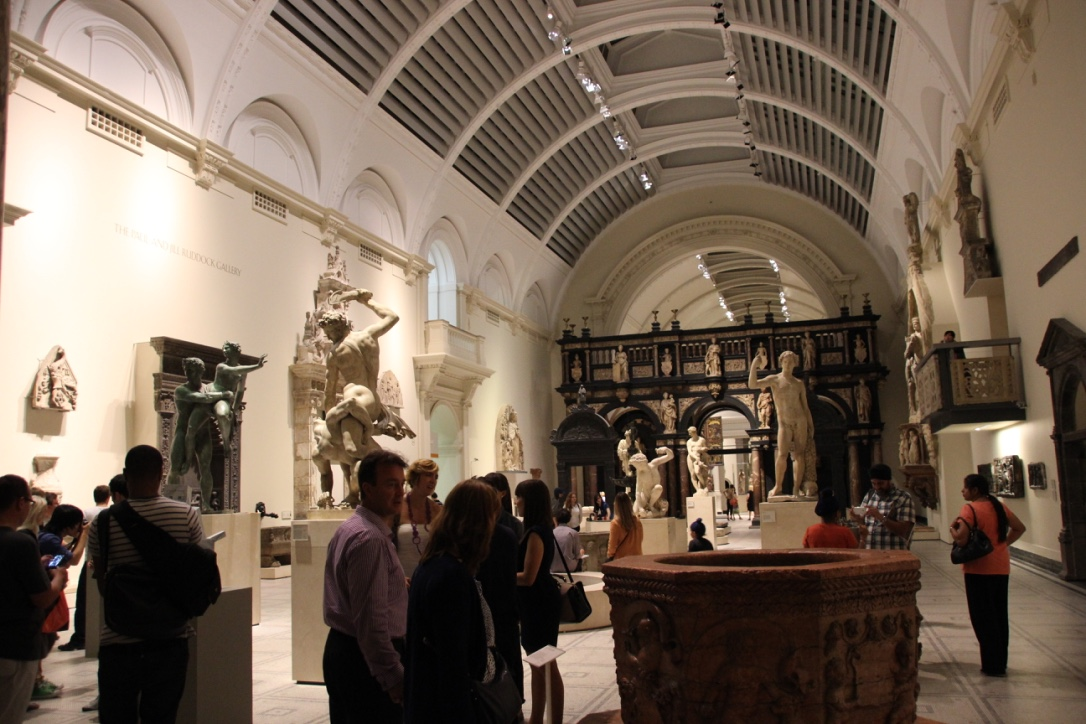
Renaissanceraum
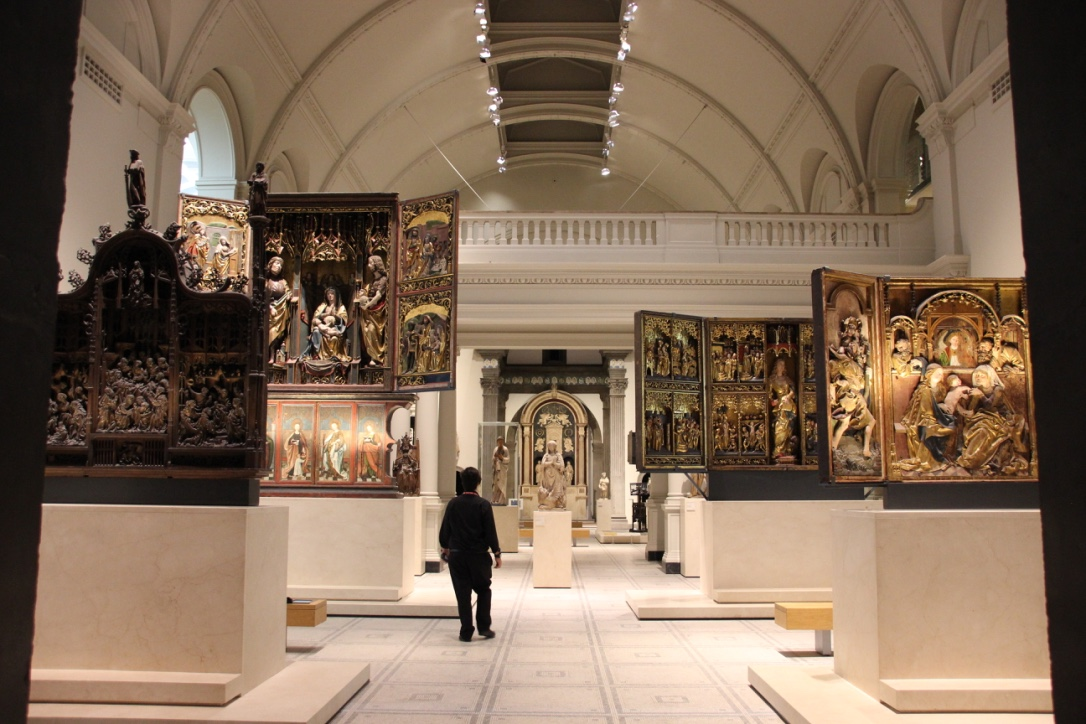
Altarraum